# Транквиллицкий, Юрий Николаевич
Ю́рий Никола́евич Транквилли́цкий (27 сентября 1925, Москва — 16 октября 2024, Москва) — советский и российский кинооператор, фотожурналист, педагог. Вице-президент Международной гильдии профессиональных фотожурналистов, заслуженный работник культуры РФ.

## Биография
Родился в Москве в семье архитектора Н. И. Транквиллицкого. 12-летним мальчишкой начал заниматься борьбой самбо во дворце спорта «Крылья Советов» на Ленинградском проспекте в спортивной секции общества «Динамо» у А. А. Харлампиева.
С началом войны вместе с матерью оставался в Москве, в 1942 году работал слесарем-сборщиком на оборонном заводе, выпускавшем авиабомбы. Вскоре был переведён в бригадиры.
В январе 1943 года был призван в Красную армию и направлен на восьмимесячные фронтовые курсы младших лейтенантов. С мая 1944 года гвардии младший лейтенант уже был на передовой, стал командиром взвода фронтовой разведки 39 армии 3-го Белорусского фронта (войну окончил в звании лейтенанта). Участник  окружения Витебска (операция «Багратион»). У дороги из Витебска на Минск получил тяжёлое ранение — осколками разорвавшегося снаряда ему перебило правую руку, задело грудную клетку, колено и предплечье. Полгода находился в госпиталях, пережил несколько тяжёлых операций, после получив инвалидность второй группы.
По окончании войны экстерном окончил школу-десятилетку и продолжил заниматься самбо у Е. М. Чумакова. Уже в 1946 году участвовал в первенстве Москвы по самбо. Непродолжительное время работал военруком в школе. 
В 1947 году поступил на операторский факультет ВГИКа. Уже на старших курсах работал ассистентом оператора на киностудии «Мосфильм», куда и был распределён по окончании института в 1953 году. Принял участие в съёмках художественных фильмов: «Возвращение Василия Бортникова» (1953), «Первый эшелон» (1955), «Урок жизни» (1955) и уже в качестве оператора — в подготовительном периоде «Поэмы о море» (1958).
После выхода в советский прокат в 1950 году фильма Жака Ив Кусто «На глубине 18 метров» (1943) увлёкся подводным плаванием и фотографированием, для чего изготовил подводный бокс собственной конструкции. Это позволило ему сделать первую в СССР серию подводных фотографий. Автор подводных очерков «Будет ли морское дно нашим домом», «Подводный пастух» и множества других.
1959—1960 годах принимал участие в Атлантической Экваториальной научно-поисковой экспедиции. По итогам 222 дней, проведенных в Атлантике, были опубликованы отдельные фотографии и фотоочерки в изданиях не только Советского Союза, но и за рубежом.
Автор документального фильма «За тунцами к экватору» («ЦСДФ», 1960). 

Занимаясь фотографией и фотожурналистикой, печатался в газетах и журналах: Советское Фото, Спорт в СССР, Наука в СССР, Отчизна, Литературная газета, Неделя, Огонёк, Рыболов-спортсмен, Спутник, Вокруг Света, Курьер Юнеско, Земля и Вселенная, в издательствах Правда, Известия, Молодая Гвардия, АПН, Планета, Советская Россия, Физкультура и Спорт, ДОСААФ, Изогиз, Госкомиздат, Советский Художник, Просвещение и др. Получил приглашение работать для иллюстрированного журнала «Советский Союз» в качестве специального фото- и литературного корреспондента (1958-1986). За это время опубликовал в журнале несколько десятков фотоочерков и фотографий. 
Участник нескольких полярных экспедиций — от Кольского полуострова до Чукотки. В английском ежегодном издании «Лучшие фотографии мира» 1961 года опубликован фотоснимок северных ездовых собак, сделанный на Чукотке. Автор очерков «Чукотка – край света» в журнале «Советский Союз», «Звёздный горизонт Чукотки» в журнале «Вокруг света» и в др. журналах.
Из своих лучших фоторабот скомпоновал авторскую выставку, которую выставлял в СССР и за рубежом. Наиболее значимые из них:
- в 1963 г. в Бейруте (Ливан) и Дамаске (Сирия);
- в 1964 г. в Иерусалиме;
- в 1964-65 гг.  в Багдаде (Ирак) и новая выставка в Дамаске;
- в 1965-66 гг.  в Латакии, Алеппо, Хомсе (Сирия), в Гаване (Куба), в Париже (Франция), выставка «Путешествие по Йемену» в Доме Дружбы (Москва);
- в 1966 г. в Дижоне, Лилле, Руане, Лионе, Марселе (Франция); выставка «По арабским странам» в Доме Дружбы (Москва); 
- в 1967 г. выставка «По арабским странам» в Алма-Ате, Фрунзе, Ташкенте, Дюшанбе, Ашхабаде, Баку; выставка «Наш друг – Куба» в Центральном доме Советской армии (Москва);
- 1975 г. фотовыставка «Мгновения нашего времени» в столице Мексики; выставка в Сан-Хосе (Коста-Рика);
- 1977 г.  итоговая авторская выставка «СССР: дороги и встречи» в Доме Дружбы (Москва) - представлены 178 фотографий;
- 1978 г.  в Белграде (Югославия);
- 1980 г.  фотовыставка «Киргизия – гость Франции» в Париже и других городах Франции;
- 1981 г.  в Аккре (Гана);
- 1984 г.  в Маниле (Филиппины).
Неожиданная встреча в 1972 году с находящимся в опале маршалом Г. К. Жуковым по прошествии многих лет стала причиной написания книги «Маршал Победы задаёт вопросы: война, ВГИК, самбо» (2023). 
В 1986 был приглашён другом студенческих лет В. И. Юсовым читать «фотокомпозицию» на кафедре операторского мастерства ВГИКа. Доцент кафедры кинооператорского мастерства ВГИКа, преподавал до 2016 года.
Академик и вице-президент Международной Гильдии профессиональных фотожурналистов. Заслуженный деятель Творческого союза «Фотоискусство». Многократный председатель жюри московских детских фотоконкурсов «Вот и лето прошло» и «Арт-фото»/«Мисс фото», проходящих в рамках детского фестиваля «Золотой объектив».
Скончался 16 октября 2024 года в Москве.

### Семья
- отец — Николай Иванович Транквиллицкий (1902—1968), архитектор, добровольцем ушёл на фронт, был командиром миномётного взвода; в октябре 1941 года его дивизия попала в плен, пережил концлагеря; вернулся в профессию благодаря ходатайствам архитектурных авторитетов[5];
- мать — Татьяна Павловна Транквиллицкая, библиотекарь[5][4];
- жена (с 1965 года) — Ирина, геолог, преподаёт в вузе[5], с которой познакомился во время проведения подводных съёмок в Крыму[17];
- сын — имеет инженерное образование[5];
- дочь — Татьяна, филолог[5].

## Награды и звания
- медаль «За отвагу» (6 августа 1946)[6];
- Гран-при на Первом Всесоюзном фестивале подводной фотографии (Москва; 1968) — за серию подводных фотографий[5];
- орден Полярной звезды (Монголия; 1976) — за серию иллюстрированных публикаций в российских журналах о Монголии;
- орден Отечественной войны I степени (6 апреля 1985)[18]
- дипломом за лучшее журналистское произведение 2009 года — за книгу «Взгляд на Великую Отечественную из окопного ада»[3];
- медаль «80 лет освобождения Республики Беларусь от немецко-фашистских захватчиков» (июнь 2024)[11];
- заслуженный работник культуры РФ;
- звание «Легенда самбо»[2];
- национальная премия «Золотой глаз России» Международной гильдии фотожурналистов[5];
- звание «Легенда российской журналистики»[19].

## Комментарии
1. ↑  В этом месте ныне стоит памятная плита с надписью «Здесь произошло окружение фашистов Витебской группировки и соединение 3-го Белорусского фронта с 1-м Прибалтийским»[2].
2. ↑  В своих воспоминаниях Транквиллицкий приводит восемь  строк стихотворения безымянного автора, ходившего на фронте, которое, на его взгляд, «по неэкранному мужеству стоит выше многих масштабных киноэпопей». Автором этих строк оказался И. Л. Деген, травматолог-ортопед из Киева, ушедший на фронт добровольцем и летом 1944 года воевавший в тех же местах под Витебском[5].